# Nothosaurus
A Nothosaurus a hüllők (Reptilia vagy Sauropsida) osztályának a Nothosauria rendjébe, ezen belül a Nothosauridae családjába tartozó nem.

## Rendszerezés
A nembe az alábbi fajok tartoznak:
- Nothosaurus mirabilis
- Nothosaurus winterswijkensis
- Nothosaurus giganteus
- Nothosaurus procerus
- Nothosaurus raabi

## Tudnivalók
A Nothosaurus 240-210 millió évvel élt ezelőtt, a triász korban.
Kicsit hasonlóan a krokodilokhoz, a Nothosaurusnak is hosszú, lapított farka és rövid, oszlopszerű lábai voltak. A szája teli volt tűhegyes fogakkal. Az állat gyorsasága és ügyessége segítette a vadászatban. Tápláléka halak, fejlábúak és kisebb hüllők. A nagyobb hüllők és a korai dinoszauruszok vadászhattak rá.
A Nothosaurus hossza 4 méter.
Habár a vízben érezte otthon magát, a Notohosaurus kijött a szárazra is, hogy a nap felmelegítse a testét. Mint a teknősök, a nőstény Nothosaurusok is a talajba rakták tojásaikat. A tojásrakáshoz eléggé be kellett merészkedjenek a szárazföldön, hogy a dagály ne öntse el a fészket.
A Nothosaurusokból fejlődtek ki a Plesiosaurusok.